# ハクセプス
ハクセプス（学名：Hakuseps）は、前期白亜紀（約1億3000万年前）の日本に生息した有鱗目の爬虫類。石川県の加賀地方からタイプ種ハクセプス・インベリス（Hakuseps imberis）の下顎の化石が発見された。スキンク下目あるいはラケルタ類に属すると考えられている。

## 発見と命名
2003年8月17日、千葉県立中央博物館にて桑島層の岩石を用いた「親子化石発掘体験」というイベントが開催された際に当時12歳であった上野光子が発見した。上野は家族で発掘体験に参加していた。弟が先に化石を発見したことに悔しさを覚えながらハンマーを振っていると、割れた岩石から貝化石が露出しているのを発見し、さらに別の面に脊椎動物の顎のようなものがあることに気が付いたという。産出した顎化石は長さ9.5ミリメートル程度で、当初は上顎の骨と考えられていたが後に歯骨であることが判明した。
別個に発見・採集されていた化石と共に、上野の発見した化石は山口ミキ子・伊左治鎭司・松岡廣繁・脇本晃美によりクリーニングを受けた。ロンドン大学のスーザン・エヴァンスと神奈川県立生命の星・地球博物館の松本涼子により研究され、2015年7月8日に共著論文がオンラインで発表された。
属名は白山にちなんだHakuとギリシア語で「トカゲ」を意味するsepsにも由来する。種小名はラテン語でシャワーを意味し、下顎の形状がシャワーヘッドに類似していることを反映している。

## 特徴
全長は不明。昆虫を獲物にしていたと考えられている。10本という少数の歯が顎の前端に偏って位置していることと、歯列の後方の顎が大きく湾曲してシャワーヘッドにも喩えられるような形状をなすことが特徴である。これらの特徴はハクセプスと同じく前期白亜紀に生息した中華人民共和国山東省のパキゲニス・タラステサや兵庫県のパキゲニス・アダチイに似る。しかし、ハクセプスは下顎前方の歯が円錐形なのに対して後方の歯が二股になっている点、板状骨の関節面に溝が存在しない点、歯の後方の顎がえぐれている点から新属新種と判断された。なおハクセプスもパキゲニスも下顎以外の化石は産出しておらず、上顎の形状や動作などは不明である。

## 分類
スキンク下目またはラケルタ類に属すると考えられている。